# Флаг Казахской ССР
Флаг Казахской ССР — государственный символ Казахской ССР.
Конституцией 1937 года был утверждён флаг: красное полотнище с соотношением длины и ширины равным 2:1 и золотыми серпом и молотом в верхнем углу у древка, рядом с эмблемой изображалась также золотом надпись «Казахская ССР».
Название выполнялось на казахском языке латинскими буквами. После реформы казахского алфавита, 10 ноября 1940 года, были изменены соответствующим образом и надписи на флаге.
Новый флаг Казахской ССР был утверждён Указом Президиума Верховного Совета Казахской ССР от 24 января 1953 года. Он представлял собой красное полотнище с золотыми серпом и молотом, а также красной звездой, обрамлённой золотой каймой, в верхнем углу у древка; в нижней части полотнища располагалась голубая горизонтальная полоса, ширина голубой полосы была равна 2/9 ширины флага, а расстояние до неё от нижней кромки флага — 1/9 ширины флага. Отношение длины флага к ширине — 2:1.

## Галерея флагов Казахской ССР

Флаг Казахской ССР в 1937—1940 гг.
Флаг Казахской ССР в 1940—1953 гг.